# Ekonomická rovnováha

V místě, kde se protíná křivka poptávky (červená) a nabídky (modrá), se nachází rovnovážný bod s rovnovážnou cenou (P*) a rovnovážným množstvím (Q*)

Ekonomická rovnováha (ekvilibrium) znamená obecně stav, ve kterém jsou ekonomické síly vyrovnané a bez vnějších vlivů se základní ekonomické proměnné (nabídka a poptávka) nezmění. Je to bod, ve kterém jsou si rovny množství nabízeného a poptávaného zboží/služby. Jedná se nicméně o široký pojem, lze jej popisovat z mnoha hledisek. Ekonomickou rovnováhu lze rozdělit na makroekonomickou a mikroekonomickou rovnováhu.

## Vlastnosti rovnováhy
V1 - Chování agentů je konzistentní.
V2 - Žádný agent není podněcován změnit své chování.
V3 - Rovnováha je výsledkem dynamického procesu.
Konkurenční rovnováha

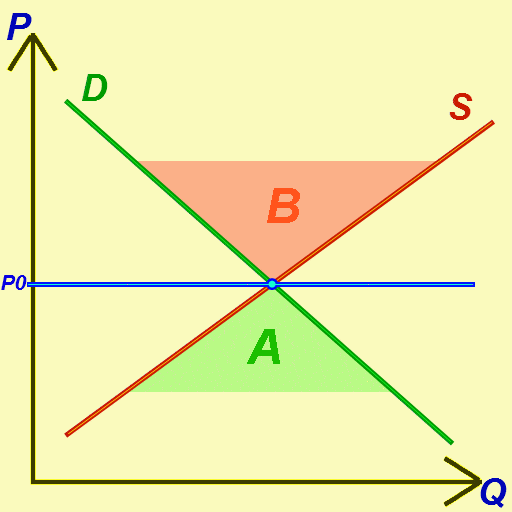
Konkurenční nabídka: Cena odpovídající nabídce a poptávce.

V konkurenční rovnováze se nabídka rovná poptávce. V1 je splněna, protože za rovnovážnou cenu se nabízené množství rovná poptávanému množství. V2 je také splněna, protože agenti na straně nabídky i poptávky nejsou ničím podněcování k změně chování – ( poptávající nemá žádnou motivaci požadovat více či méně za převládající cenu, nabízející nemá žádnou motivaci nabízet více či méně za rovnovážnou cenu.
Pokud je cena nad rovnováhou, dodané množství přesahuje požadované množství – objeví se zde proto tendence vyvíjet tlak na snižování ceny, aby se dostala zpět na rovnovážnou cenu. Stejně to funguje i naopak – pokud je poptávka větší než nabídka, je cena zboží pod rovnováhou a je zde tendence cenu zvyšovat. Pokud tento mechanismus uznáme za fungující, je i vlastnost V3 splněna. Existují i konkurenční rovnováhy, ve kterých vlastnost V3 splněna není.
Pokud trh daného zboží splňuje V1 a V2 a nesplňuje V3, nachází se tento trh v nestabilní rovnováze. Ta se může objevit, pouze pokud na jejím základu trh začal.
Normativní hodnocení
Většina ekonomů varuje před udělováním normativního významu rovnovážné ceně. Například trh může být v rovnováze i ve stejném čase, ve kterém lidé hladoví, protože si nemohou dovolit zaplatit rovnovážnou cenu. Tato situace nastala například v době Velkého irského hladomoru v letech 1845-52. Jídlo bylo exportováno ze země i přes to, že lidé hladověli, protože vývoz do Anglie přinášel větší zisk. Rovnovážná cena na britsko-irském trhu brambor byla vyšší, než mohl irský lid zaplatit. Toto byl jeden z důvodů tehdejšího hladomoru.

## Dynamická rovnováha
Zatímco v statické rovnováze mají všechny veličiny hodnoty neměnné, v dynamické rovnováze mohou různé veličiny růst stejnou rychlostí a jejich poměry zůstanou neměnné.
Například v neoklasickém modelu růstu, roste pracující populace tempem, které je exogenní (je určeno mimo model neekonomickými silami). V dynamické rovnováze rostou stejným tempem také produkce a zásoby fyzického kapitálu, přičemž výkon na pracovníka a kapitál na pracovníka se nemění. Podobně by v modelech inflace dynamická rovnováha zahrnovala cenovou hladinu, nominální peněžní zásobu, nominálním mzdové sazby a všechny ostatní nominální hodnoty rostoucí jednou společnou rychlostí, zatímco všechny skutečné hodnoty se nemění, stejné jako míra inflace. 
Proces porovnávání dvou dynamických rovnováh je známý jako komparativní dynamika. Například v neoklasickém modelu růstu, počínaje jednou dynamickou rovnováhou založenou částečně na jedné konkrétní míře úspor, vede trvalé zvýšení míry úspor k nové dynamické rovnováze, ve které je trvale vyšší kapitál na pracovníka a produktivita na pracovníka, ale nezměněná rychlost růstu produkce; říká se tedy, že v tomto modelu je komparativní dynamický účinek míry úspor na kapitál na pracovníka pozitivní, ale komparativní dynamický účinek míry úspor na míru růstu produkce je nulový.
Příklad
Předpokládejme, že lidé budou rozvíjet svou chuť k rybám. Výsledkem je, že poptávka po rybách zvýší počet prodejců, a zároveň zvýší cenu, a tím změní chování starých kupujících. Trh bude uvržen do stavu nerovnováhy a zůstane ním, dokud se nabídka ryb nezvýší na úroveň nové poptávky. Když síly vyvolávající nové síly přinesou novou rovnováhu. 
Rozlišujeme dva typy dynamické rovnováhy:
- mikrodynamická rovnováha

- makrodynamická rovnováha

## Mikroekonomická rovnováha
U Mikroekonomické rovnováhy se používá pojem tržní rovnováha, popisující tentýž stav z hlediska trhů. Ceně, za kterou jsou tyto zboží nebo služby poskytovány, se pak říká rovnovážná cena (v angličtině též market clearing – vyčištění trhu). ↵Jako rovnovážný bod se také označuje rovnováha spotřebitele z hlediska jeho příjmů, nákladů a užitku. Je to bod, kdy se rozpočtová křivka spotřebitele dotýká jako tečna indiferenční křivky. V tomto bodě má spotřebitel největší možný užitek ze svých možných zdrojů.
Rovnovážná cena
Cena, při které se poptávané množství zboží v daném časovém období rovná nabízenému množství zboží.
Toto však neznamená, že každý subjekt v ekonomice je za tohoto stavu plně uspokojen. Tento jediný výsledek je však efektivní. Rovnovážná cena množství odrážejí kompromis mezi kupujícími a prodávajícími. Žádný jiný kompromis nemá za výsledek rovnost mezi nabízeným a poptávaným množstvím.
Tržní přebytek
Množství, o které při dané ceně nabízené množství přesahuje poptávané množství – převis nabídky.
Tuto situaci si můžeme představit jako stav, kdy je zboží nabízené za vyšší cenu, než je právě rovnovážná cena. Vznikl by tedy tržní přebytek v tom smyslu, že by bylo nabízeno více zboží, než by byli za danou cenu spotřebitelé koupit.
Tržní nedostatek
Množství, o které poptávané množství přesahuje nabízené množství při dané ceně – převis poptávky.
Tedy opačná situace než v předchozím případě, tedy nemohou být uspokojeny všechny poptávky spotřebitelů.
Neviditelná ruka trhu
Neviditelná ruka trhu znamená, že rovnovážnou cenu neurčuje konkrétní osoba či instituce, nýbrž je určena kolektivním chováním kupujících a prodávajících, z nichž každý sobecky sleduje své vlastní potřeby. Toto je způsob neosobní určení ceny, který Adam Smith určil jako vlastnost tržního mechanizmu – jako „Neviditelnou ruku“. O žádnou neviditelnou sílu se v praxi samozřejmě nejedná, je to jednoduchý proces pokusu a omylu.

## Makroekonomická rovnováha
Pokud se na rovnováhu budeme dívat z makroekonomického hlediska, tedy z pohledy agregátní nabídky a agregátní poptávky, bod rovnováhy vznikne v bodě, kde se velikost nabízeného agregátního výstupu rovná velikosti poptávaného agregátního výstupu.
Vzhledem k dvojí formě agregátní nabídky vzniknou dva rovnovážné body – v krátkém a v dlouhém období.
Krátké období
Graf makroekonomické rovnováhy v krátkém období ukazuje rovnovážnou velikost agregátního výstupu Y a rovnovážnou cenovou hladinu P. Ačkoliv agregátní veličiny podléhají jiným vlivům než prostá tržní nabídka a poptávka, přesto zde platí tržní zákony, které způsobují tendenci k rovnováze. 
Dlouhé období
Jinak je tomu u rovnováhy v dlouhém období. Tam se vertikální nabídková křivka ASd rovná potenciálnímu produktu a slouží jen k určení situace, kdy produkce využívá stoprocentně všech zdrojů. Skutečné množství agregátního výstupu osciluje podle makroekonomické situace buď vlevo od Yn (ekonomika nevyužívá zdroje) nebo vpravo od Yn (nadměrná zátež ekonomických zdrojů, tzn. „přehřátí ekonomiky“ nebo vysoká inflace). O tom, jakými vlivy se může bod rovnováhy přibližovat k potenciálnímu produktu, bude hovořit kapitola o hospodářské politice státu.

## Nerovnováha na trhu
K nerovnováze na trhu dochází jak krátkodobě (jakožto vedlejší produkt proměnných faktorů), tak i dlouhodobě (strukturální nerovnováha). Může být tedy způsobena vnitřními nebo vnějšími sílami, které brání dosažení tržní rovnováhy. 
Kdykoliv se na trhu objeví nerovnovážné ceny spojené s přebytkem nebo s nedostatkem, tržní síly budou cenu tlačit zpět do tržního optima. V případě ceny, která je nad rovnovážnou bude výrobce v přebytku a půjde s cenou dolů, aby zboží prodal. V případě ceny pod rovnováhou nastává nedostatek, tudíž je výrobce nucen produkty zdražit.
V tomto ohledu jsou finanční trhy velmi stabilní, jelikož nepřetržité obchodování dokáže velmi rychle vybalancovat nabídku a poptávku. Pokud tedy vůbec dojde k nerovnováze, trvá pouze velmi krátký čas. Jinak tomu je na trhu práce, který je ekonomy dlouhodobě považován za velmi nestabilní, a to z důvodu nadměrné poptávky po pracovních silách. Trh tak zůstává nenasycen. Na trhu se zbožím pak mohou nastat oba případy. Kvůli fixním nákladům, dlouhodobým smlouvám a dalším překážkám může proces nastavení rovnováhy trvat déle. Na druhou stranu, například komoditní trh se vyznačuje vysokou mírou organizace a likvidity. Mají tak v zásadě okamžitou možnost reakce, kdy dojde k přizpůsobení cen za účelem znovunabytí rovnováhy na trhu. 

## Výpočet rovnováhy na trhu
Vzoreček pro vypočítání rovnováhy:
{\displaystyle {\begin{alignedat}{2}Q_{S}&=a+b\cdot P\\Q_{D}&=c+d\cdot P\\\\Q_{S}&=Q_{D}\Rightarrow \ E[P_{E};Q_{E}]\\\\\end{alignedat}}}
Příklad:
{\displaystyle {\begin{alignedat}{2}Q_{S}&=125+1.5\cdot P\\Q_{D}&=189-2.25\cdot P\\\\Q_{S}&=Q_{D}\\\\125+1.5\cdot P&=189-2.25\cdot P\\(1.5+2.25)\cdot P&=(189-125)\\P&={\frac {189-125}{1.5+2.25}}\\P&={\frac {64}{3.75}}\\\\P_{E}&=17.067\\Q_{E}&=150.600\\\\\end{alignedat}}}
Rovnovážná cena a rovnovážné množství jsou pak výsledné rovnovážné hodnoty trhu.
Z toho vyplývá, že změní-li se poptávka nebo cena (může dojít i k obojímu naráz), změní se i nová rovnovážná cena a množství. Cena se bude upravovat po takovou dobu, dokud tohoto optima nedosáhne.

## Vlastnosti
- pro zákazníky:
  - vždy se na ně dostane zboží/služba, kterou chtějí,
  - za cenu, kterou jsou ochotni zaplatit
- pro prodejce:
  - nedochází k převisu nabídky zboží, takže se jim nevytvářejí přebytky, na jejichž skladování by musely vynaložit dodatečné náklady (popř. nevznikají ztráty z prošlého zboží podléhajícímu zkáze)
  - to samé u přebytku nabídky u služeb (u kterých by jinak museli sanovat nevyužité fixní náklady)
  - nedochází k převisu poptávky, takže nesetkají s nepříjemným stavem, kdy by museli zákazníky, na které se nedostalo, poslat pryč (potenciálně ke konkurenci)
- pro rovnovážnou cenu:
  - zvýšení skutečné ceny oproti rovnovážné ceně (při stejném množství zboží/služeb) vyústí v převis nabídky
  - snížení skutečné ceny pod cenu rovnovážnou vyústí v převis poptávky
  - Rovnovážná cena bude mít tendenci se dlouhodobě nezměnit, dokud i nabídka a poptávka po tomto zboží/službě zůstane neměnná.
  - Při změně nabídky či poptávky budou mít výrobci snahu dosáhnout u poskytovaných zboží a služeb jejich equilibrium (kvůli výhodám z toho plynoucích a pro maximalizaci zisku).

S (empiricky zjištěnou) tendenci dosáhnutí rovnovážného bodu existují jevy, které její základní ekonomické veličiny zpětně ovlivňují – mohou být přirozené (např. vyčerpání stávajících nebo objev nových zdrojů pro výrobu zboží/poskytnutí služby, saturace trhu, zastarání, přechod na novou generaci), zásahy schopné přímo ovlivnit nabídku a poptávku (clo, embargo, dotování (v rámci společnosti, kartelu, státu, obchodního paktu), různé celoplošné pobídky spojené s využíváním konkrétního druhu zboží/služby, změna legality cílového zboží/služby nebo trestu za jejich využívání, …) a další faktory (uměle vyvolaný nedostatek, limitované série, konkurenční cenová válka, souboj státního/státem dotovaného a komerčního subjektu, atd). Tyto zásahy jsou pak zdrojem neustálé změny výchozích podmínek a neustálé hledání rovnovážného bodu.

## Interpretace
Ve většině interpretací tvrdili klasičtí ekonomové jako Adam Smith, že volný trh bude mít tendenci k ekonomické rovnováze prostřednictvím cenového mechanismu. To znamená, že jakákoli nadměrná nabídka (přebytek nebo nadbytek na trhu) by vedla ke snížení cen, které sníží dodané množství (snížením pobídky k výrobě a prodeji produktu) a zvýší požadované množství (nabídnutím výhodných nabídek pro spotřebitele), čímž se automaticky zruší nadbytek. Podobně by na neomezeném trhu jakákoli nadměrná poptávka (nebo nedostatek) vedla ke zvýšení cen, snížení požadovaného množství (protože ceny zákazníků jsou stanoveny na trhu) a zvýšení dodávaného množství (jako pobídka k výrobě a prodeji produktu). Stejně jako dříve zmizí nerovnováha (zde nedostatek). Toto automatické odstranění situací netržního clearingu odlišuje trhy od centrálních plánovacích schémat, které často mají potíže se správným určováním cen a trpí přetrvávajícím nedostatkem zboží a služeb.
Tento pohled byl napaden nejméně ze dvou hledisek. Moderní ekonomie hlavního proudu poukazuje na případy, kdy rovnováha neodpovídá zúčtování trhu (ale místo toho nezaměstnanosti), stejně jako hypotéza efektivity mezd v ekonomii práce. V některých ohledech je paralelní fenomén přidělování úvěrů, kdy banky drží nízké úrokové sazby, aby vytvořily nadměrnou poptávku po půjčkách, aby si mohly vybrat, komu půjčí. Ekonomická rovnováha může dále odpovídat monopolu, kde si monopolní firma udržuje umělý nedostatek na podporu cen a maximalizaci zisků. A konečně keynesiánská makroekonomie poukazuje na rovnováhu podzaměstnanosti, kde po dlouhou dobu koexistuje přebytek pracovní síly (tj. Cyklická nezaměstnanost) s nedostatkem agregátní poptávky.

## Názory na equilibrium
- Rakouská škola se kloní k názoru, že krátkodobého equilibria nebude nikdy dosaženo vzhledem k dynamičnosti celého systému a snahy konkurence vytěžit ze nejpřesnějšího stanovení ceny.
- Moderní mainstreamová ekonomika uvádí případy, kdy po dosažení equilibria nedojde k rozprodání všech produktů/služeb (např. banky, držící úrokové sazby nízké, aby vytvořily nadbytek poptávky po úvěrech, z něhož by si mohly vybrat nejlukrativnější klienty). Podle ní existuje silnější mechanismus ovlivňující základní ekonomické veličiny, a tím je maximalizace cílových kritérií pro jednotlivé strany trhu (maximalizace zisku pro obchodníky, maximalizace užitku pro spotřebitele). Keynesiánská makroekonomika zase ukazuje fenomén „podzaměstnanosti“, při kterém spolu existují nadbytek práce a malá poptávka po ní.